# Cmentarz żydowski w Jordanowie
Cmentarz żydowski w Jordanowie – kirkut został założony w XIX wieku. Należał do miejscowej gminy wyznaniowej żydowskiej.

## Opis
Ma powierzchnię 0,58 ha. Mieści się w dzielnicy Mąkacz (dawniej Munkacz) od nazwiska czczonego tu cadyka. Cmentarz do dziś okala z trzech stron ceglany mur. Czwarta ściana, wraz z wejściem, została całkowicie zniszczona. Cmentarz jest w stanie skrajnego zniszczenia, dokonanego w ciągu lat przez przyrodę (rosnące drzewa, krzewy i wysokie trawy w lecie) i przez człowieka: w czasie II wojny światowej marmurowe i granitowe poszycia grobowców zostały wywiezione przez Niemców, głównie do pobliskiej Rabki, gdzie w szkole SS (willa „Tereska”) posłużyły do budowy schodów. Macewy były też materiałem służącym do umacniania brzegów Gorzkiego Potoku w Rabce. Wiele macew jest dziś niewidocznych, przykrytych warstwą ziemi i narosłego poszycia z gnijących liści i traw. Żaden grób nie ma stanu idealnego. Liczba macew (przede wszystkim tych niewidocznych i zniszczonych przez czas) jest jednak bardzo duża (co najmniej kilkadziesiąt). Cmentarz był przewidziany na dość duży obszar zamieszkałej ludności wyznania mojżeszowego, m.in. gmin z Rabki, Suchej Beskidzkiej, Makowa Podhalańskiego. Znane są przypadki kradzieży poszczególnych pomników w ostatnich latach. Podczas wojny wiele mordów nazistowskich na ludności żydowskiej odbywało się właśnie tu, na cmentarzu. Liczba pochowanych osób w całej historii cmentarza, na podstawie dostępnych informacji, powinna być szacowana na co najmniej kilkaset.
Zachowały się również ruiny zapewne domu przedpogrzebowego.